# Mistrzostwa Świata w Hokeju na Lodzie 2021 (elita)
Mistrzostwa Świata w Hokeju na Lodzie Elity 2021 odbyły się w dniach 2 maja do 6 czerwca 2021 na Łotwie.

Arēna Rīga podczas turnieju

## Organizacja
Pierwotnie, w maju 2017 jako gospodarze imprezy zostały wybrane państwa Białoruś (Mińsk) oraz Łotwa (Ryga). W styczniu 2021 IIHF ogłosiła usunięcie Białorusi jako gospodarza z powodu trwającego tam kryzysu politycznego oraz pandemii COVID-19. Na początku lutego 2021 potwierdzono organizację turnieju przez Łotwę w hali Arēna Rīga. Część spotkań mistrzostw rozegrano także w położonym tuż obok centrum olimpijskim.
Oficjalną maskotką turnieju został „Spiky”.
W wyniku zawieszenia Rosji za aferę dopingową we wszelkich imprezach sportowych rangi mistrzostw świata i igrzysk olimpijskich na okres dwóch lat od 17 grudnia 2020 do 16 grudnia 2022, reprezentanci rosyjscy wystąpili w edycji MŚ 2021 pod szyldem ekipy „ROC” (skrót od Russian Olympic Committee – Rosyjski Komitet Olimpijski) i flagą z emblematem komitetu; zaś zamiast rosyjskiego hymnu odgrywano około jednominutowy fragment I koncertu fortepianowego Piotra Czajkowskiego.

## Przebieg
Złoty medal zdobyła Kanada pokonując w finale Finlandię 3:2 po dogrywce (zwycięskiego gola strzelił Nick Paul). Brązowy medal wywalczyły Stany Zjednoczone wygrywając z Niemcami 6:1.

## Statystyki
Stan po zakończeniu turnieju.

### Zawodnicy z pola
| Lp. | Zawodnik          | Mecze | Gole |
| --- | ----------------- | ----- | ---- |
| 1.  | Liam Kirk         | 7     | 7    |
| 1.  | Andrew Mangiapane | 7     | 7    |
| 3.  | Gregory Hofmann   | 8     | 6    |
| 4.  | Conor Garland     | 10    | 6    |
| 5.  | Adam Henrique     | 10    | 6    |
| 6.  | Nicklas Jensen    | 7     | 5    |

| Lp. | Zawodnik         | Mecze | Asysty |
| --- | ---------------- | ----- | ------ |
| 1.  | Connor Brown     | 10    | 14     |
| 2.  | Conor Garland    | 10    | 7      |
| 3.  | Peter Cehlárik   | 8     | 6      |
| 3.  | Tristan Scherwey | 8     | 6      |
| 5.  | Nils Lundkvist   | 3     | 5      |
| 6.  | Markus Lauridsen | 7     | 5      |

| Lp. | Zawodnik          | Mecze | Gole | As. | Pkt |
| --- | ----------------- | ----- | ---- | --- | --- |
| 1.  | Connor Brown      | 10    | 2    | 14  | 16  |
| 2.  | Conor Garland     | 10    | 6    | 7   | 13  |
| 3.  | Andrew Mangiapane | 7     | 7    | 4   | 11  |
| 4.  | Adam Henrique     | 10    | 6    | 5   | 11  |
| 5.  | Peter Cehlárik    | 8     | 5    | 6   | 11  |
| 6.  | Liam Kirk         | 7     | 7    | 2   | 9   |

| Lp. | Zawodnik          | Mecze | +/− |
| --- | ----------------- | ----- | --- |
| 1.  | Nikita Zadorow    | 8     | +11 |
| 2.  | Dmitrij Woronkow  | 8     | +9  |
| 3.  | Connor Brown      | 10    | +8  |
| 4.  | Jason Robertson   | 10    | +8  |
| 4.  | Christian Wolanin | 10    | +8  |

| Lp. | Zawodnik           | Mecze | %     |
| --- | ------------------ | ----- | ----- |
| 1.  | Kevin Rooney       | 10    | 65,22 |
| 2.  | Nico Hischier      | 8     | 64,71 |
| 3.  | Petri Kontiola     | 10    | 63,83 |
| 4.  | Tobias Lindström   | 7     | 63,27 |
| 5.  | Christian Bertschy | 8     | 60,75 |

| Lp. | Zawodnik          | Mecze | Minuty |
| --- | ----------------- | ----- | ------ |
| 1.  | Mikita Komarau    | 7     | 39     |
| 2.  | Kristián Pospíšil | 7     | 33     |
| 3.  | Jonas Müller      | 10    | 33     |
| 4.  | Mislav Rosandić   | 7     | 27     |
| 5.  | Sasha Chmelevski  | 8     | 27     |

### Klasyfikacje bramkarzy
Zestawienie uwzględnia bramkarzy, którzy rozegrali minimum 40% łącznego czasu gry swoich zespołów.
| Lp. | Zawodnik          | Mecze | %     |
| --- | ----------------- | ----- | ----- |
| 1.  | Cal Petersen      | 7     | 95,34 |
| 2.  | Adam Reideborn    | 5     | 94,57 |
| 3.  | Aleksandr Samonow | 6     | 94,37 |
| 4.  | Juho Olkinuora    | 7     | 94,25 |
| 5.  | Nikita Bojarkin   | 6     | 92,93 |

| Lp. | Zawodnik          | Mecze | #    |
| --- | ----------------- | ----- | ---- |
| 1.  | Cal Petersen      | 7     | 1,29 |
| 2.  | Aleksandr Samonow | 6     | 1,32 |
| 3.  | Juho Olkinuora    | 7     | 1,39 |
| 4.  | Adam Reideborn    | 5     | 1,40 |
| 5.  | Reto Berra        | 4     | 1,65 |

| Lp. | Zawodnik          | Mecze | # |
| --- | ----------------- | ----- | - |
| 1.  | Cal Petersen      | 7     | 2 |
| 2.  | Aleksandr Samonow | 6     | 2 |
| 3.  | Juho Olkinuora    | 7     | 1 |

| Lp. | Zawodnik        | Mecze | Obrony |
| --- | --------------- | ----- | ------ |
| 1.  | Ben Bowns       | 6     | 201    |
| 2.  | Darcy Kuemper   | 8     | 185    |
| 3.  | Cal Petersen    | 7     | 184    |
| 4.  | Nikita Bojarkin | 6     | 184    |
| 5.  | Sebastian Dahm  | 7     | 183    |

## Wyróżnienia indywidualne
- Najlepsi zawodnicy wybrani przez dyrektoriat turnieju[12]:
  - Najlepszy bramkarz:  Cal Petersen
  - Najlepszy obrońca:  Moritz Seider
  - Najlepszy napastnik:  Peter Cehlárik

- Skład Gwiazd wybrany w głosowaniu dziennikarzy[13]:
  - Bramkarz:  Juho Olkinuora
  - Obrońcy:  Moritz Seider,  Korbinian Holzer
  - Napastnicy:  Andrew Mangiapane,  Conor Garland,  Liam Kirk
  - Najbardziej Wartościowy Gracz (MVP):  Andrew Mangiapane[14]

## Składy medalistów
| Złoto Kanada           | Jaret Anderson-Dolan, Nicolas Beaudin, Jacob Bernard-Docker, Connor Brown, Michael Bunting, Max Comtois, Justin Danforth, Michael DiPietro, Mario Ferraro, Liam Foudy, Brandon Hagel, Adam Henrique, Adin Hill, Darcy Kuemper, Andrew Mangiapane, Colin Miller, Nick Paul, Cole Perfetti, Brandon Pirri, Owen Power, Braden Schneider, Troy Stecher, Gabriel Vilardi, Sean Walker Trener: Gerard Gallant                                                               |
| Srebro Finlandia       | Marko Anttila, Hannes Björninen, Jere Innala, Janne Juvonen, Jere Karjalainen, Oliwer Kaski, Miika Koivisto, Petri Kontiola, Petteri Lindbohm, Anton Lundell, Olli Määttä, Saku Mäenalanen, Kim Nousiainen, Atte Ohtamaa, Niko Ojamäki, Juho Olkinuora, Iiro Pakarinen, Ville Pokka, Valtteri Puustinen, Axel Rindell, Mikael Ruohomaa, Arttu Ruotsalainen, Jere Sallinen, Harri Säteri, Mikael Seppälä, Tony Sund, Peter Tiivola, Teemu Turunen Trener: Jukka Jalonen |
| Brąz Stany Zjednoczone | Justin Abdelkader, Matty Beniers, Colin Blackwell, Brian Boyle, Sasha Chmelevski, Adam Clendening, Ryan Donato, Jack Drury, Conor Garland, Matthew Hellickson, Zac Jones, Kevin Labanc, Conner Mackey, Trevor Moore, Jake Oettinger, Cal Petersen, Jason Robertson, Eric Robinson, Kevin Rooney, Matt Roy, Ryan Shea, Anthony Stolarz, Matt Tennyson, Tage Thompson, Chris Wideman, Christian Wolanin Trener: Jack Capuano                                             |

## Klasyfikacja końcowa
| Msc. | Reprezentacja                     |
| ---- | --------------------------------- |
|      | Kanada                            |
|      | Finlandia                         |
|      | Stany Zjednoczone                 |
| 4    | Niemcy                            |
| 5    | Rosyjski Komitet Olimpijski (ROC) |
| 6    | Szwajcaria                        |
| 7    | Czechy                            |
| 8    | Słowacja                          |
| 9    | Szwecja                           |
| 10   | Kazachstan                        |
| 11   | Łotwa                             |
| 12   | Dania                             |
| 13   | Norwegia                          |
| 14   | Wielka Brytania                   |
| 15   | Białoruś                          |
| 16   | Włochy                            |

Końcowa klasyfikacja. Przed turniejem przyjęto, że w turnieju MŚ 2021 nie będzie degradacji z elity.